# Porte Kanazawa
La Porte Kanazawa (ポルテ金沢) ou Hotel Nikko Kanazawa est un gratte-ciel de 130,5 mètres de hauteur construit en 1994 dans la ville de Kanazawa sur la côte occidentale du Japon.
C'est le plus haut et le plus ancien gratte-ciel de Kanazawa et de la Préfecture d'Ishikawa ou la ville de Kanazawa est située,.
L'immeuble abrite un hôtel de la chaîne Nikko ainsi que des bureaux répartis sur 30 étages.
L'architecte est la société japonaise MHS Planners, Architects & Engineers
Le nom du bâtiment Porte Kanazawa vient du français 'porte'.